# Gustav Láska

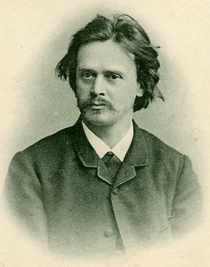
Gustav Láska.

Gustav Láska, född 23 augusti 1847 i Prag, död 16 oktober 1928 i Schwerin, var en tjeckisk kontrabasist och tonsättare. 
Láska var från 1878 kammarvirtuos i Schwerin och dirigent för katolska kyrkokören där. Han var en stor virtuos på kontrabas och skrev en skola för det svårhanterliga instrumentet samt komponerade symfonier, ouvertyrer, pianosaker, kyrkomusik, sånger, körstycken, en opera och flera verk för kontrabas.